# Контактный график
Контактный график — это система организации внутризаводских перевозок, являющаяся частью технологического процесса производства продукции, объединяющая воедино маневровую, поездную и грузовую работу, а также устанавливающая взаимную ответственность участников производственного процесса.
Требования к перевозкам, включаемым в контактный график:
1. регулярность;
2. постоянный объём;
3. постоянный маршрут следования;
4. перевозки должны быть строго определены во времени.

Позволяет сократить численность подвижного состава, увеличить производительность, уменьшить простой подвижного состава, упростить планирование работы.
Основной недостаток контактного графика: он составляется по усреднённым данным (время погрузки-разгрузки, время полурейса), а в реальной жизни все изменения происходят случайным образом, что вызывает большие отклонения от контактного графика. В реальности он выполняется на 40-50 %.